# 裴權瑛
裴權瑛（韓語：배권영，1994年9月27日—），韓国男子羽毛球運動員。

## 簡歷
2014年6月，裴權瑛出戰加拿大羽毛球大獎賽，與崔惠仁合作打進混雙四強。

## 主要比賽成績
只列出曾進入準決賽的國際賽事成績：
| 年份   | 賽事                 | 公開賽級別 | 項目     | 拍檔   | 成績   |
| ------ | -------------------- | ---------- | -------- | ------ | ------ |
| 2011年 | 世界青年羽毛球錦標賽 | 其他       | 混合團體 | －     | 亞軍   |
| 2012年 | 亞洲青年羽毛球錦標賽 | 其他       | 混合團體 | －     | 季軍   |
| 2014年 | 加拿大羽毛球大獎賽   | 大獎賽     | 混合雙打 | 崔惠仁 | 準決賽 |

| 2007-2017年 | 首要超級賽 | 超級賽 | 黃金大獎賽 | 大獎賽 | 國際挑戰賽 | 國際系列賽 | 未來系列賽 | 其他 |

| 2018-2026年 | 總決賽 | 超級1000賽 | 超級750賽 | 超級500賽 | 超級300賽 | 超級100賽 | 國際挑戰賽 | 國際系列賽 | 未來系列賽 | 其他 |